# 胡正明
胡正明（1947年7月12日—），生於中華民國北平市，籍貫江蘇金壇，美籍華裔微電子學、電機工程學家，柏克萊加州大學教授，原台積電技術執行長。

## 生平
胡正明于1947年出生於北京，於襁褓中隨家人前往臺灣。
1968年畢業於國立臺灣大學電機工程系，后赴美國留学。先后于1970年、1973年獲柏克萊加州大學碩士、博士學位，畢業后前往麻省理工學院任助理教授。1976年起，任教於柏克萊加州大學電子工程與計算機科學系。
1996年，創辦思略微電子有限公司（Celestry Design Technologies, Inc.），兼任董事長。2001年至2004年間，担任台積電首任技術執行長，兼任柏克萊加州大學台積電傑出講座教授。2004年后回校任教。2008年起，任SanDisk公司董事。2020年起，成為人機界面大廠敦泰電子董事。

## 奖项和荣誉
胡正明是電氣電子工程師學會（IEEE）會士（1989年）、美國國家工程院院士（1997年）、中央研究院院士（2004年）、工業技術研究院院士（2016年）、中國科學院外籍院士（2007年），並且是國立交通大學、中國科學院微電子所、清华大学等院校榮譽教授。他擁有百餘項專利，發表過900篇論文，還曾獲得過R&D100獎（1996年）、IEEE Jack Morton獎（1997年）、潘文渊基金會傑出研究獎（1999年）、IEEE固態電路獎（2002年）、IEEE Paul Rappaport獎（2003年）、IEEE西澤潤一獎（2009年）、美國亞裔工程師（AAEOY）傑出终身成就獎（2011年）、美国国家科学奖章（2016年）等獎項、IEEE榮譽獎章（2020年）、2022-2023年「應用科學組」總統科學獎。